# Damernas linjelopp i landsvägscykling vid olympiska sommarspelen 2008
Damernas linjelopp i cykel vid olympiska sommarspelen 2008 ägde rum den 10 augusti på Urban Road Cycling Course i Peking. 66 cyklister från 33 länder deltog. Loppet var det längsta i den olympiska damcyklingens historia, hela 126,4 kilometer (dock var det under halva herrarnas distans). Emma Johansson från Sverige tog Sveriges första cykelmedalj på damsidan.

## Medaljörer
| Event                          | Guld                        | Silver                 | Brons                   |
| Damernas linjelopp Detaljer... | Nicole Cooke Storbritannien | Emma Johansson Sverige | Tatiana Guderzo Italien |

## Slutliga placeringar
Förkortningen "s.t." innebär att en cyklist kom i samma klunga som en tidigare cyklist då mållinjen passerades. Därför fick cyklisten i fråga samma tid som framförvarande..

Källa: Officiella resultat
| Placering | Cyklist                        | Tid     |
| --------- | ------------------------------ | ------- |
| 1         | Nicole Cooke (GBR)             | 3:32:24 |
| 2         | Emma Johansson (SWE)           | s.t.    |
| 3         | Tatiana Guderzo (ITA)          | s.t.    |
| 4         | Christiane Soeder (AUT)        | 3:32:28 |
| 5         | Linda Villumsen (DEN)          | 3:32:32 |
| 6         | Marianne Vos (NED)             | 3:32:45 |
| 7         | Priska Doppmann (SUI)          | s.t.    |
| 8         | Paulina Brzezna (POL)          | s.t.    |
| 9         | Edita Pučinskaitė (LTU)        | s.t.    |
| 10        | Zulfiya Zabirova (KAZ)         | s.t.    |
| 11        | Jolanta Polikevičiūtė (LTU)    | s.t.    |
| 12        | Yulia Martisova (RUS)          | s.t.    |
| 13        | Christel Ferrier Bruneau (FRA) | s.t.    |
| 14        | Maryline Salvetat (FRA)        | s.t.    |
| 15        | Noemi Cantele (ITA)            | s.t.    |
| 16        | Gao Min (CHN)                  | 3:32:52 |
| 17        | Leigh Hobson (CAN)             | s.t.    |
| 18        | Nicole Brändli (SUI)           | s.t.    |
| 19        | Anna Sanchis (ESP)             | s.t.    |
| 20        | Trixi Worrack (GER)            | s.t.    |
| 21        | Susanne Ljungskog (SWE)        | s.t.    |
| 22        | Yevgeniya Vysotska (UKR)       | 3:32:55 |
| 23        | Emma Pooley (GBR)              | s.t.    |
| 24        | Jeannie Longo (FRA)            | 3:32:57 |
| 25        | Kristin Armstrong (USA)        | 3:33:07 |
| 26        | Anita Valen de Vries (NOR)     | 3:33:17 |
| 27        | Modesta Vžesniauskaite (LTU)   | s.t.    |
| 28        | Joanne Kiesanowski (NZL)       | s.t.    |
| 29        | Oenone Wood (AUS)              | s.t.    |
| 30        | Grete Treier (EST)             | s.t.    |
| 31        | Miho Oki (JPN)                 | s.t.    |

| Placering | Cyklist                             | Tid     |
| --------- | ----------------------------------- | ------- |
| 32        | Tatiana Stiajkina (UKR)             | s.t.    |
| 33        | Amber Neben (USA)                   | s.t.    |
| 34        | Marissa van der Merwe (RSA)         | s.t.    |
| 35        | Sharon Laws (GBR)                   | s.t.    |
| 36        | Mirjam Melchers (NED)               | s.t.    |
| 37        | Erinne Willock (CAN)                | 3:33:23 |
| 38        | Sara Carrigan (AUS)                 | 3:33:25 |
| 39        | Hanka Kupfernagel (GER)             | s.t.    |
| 40        | Natalia Boyarskaya (RUS)            | 3:33:45 |
| 41        | Judith Arndt (GER)                  | 3:33:51 |
| 42        | Oksana Kashchyshyna (UKR)           | 3:34:13 |
| 43        | Alexandra Burchenkova (RUS)         | 3:36:32 |
| 44        | Lieselot Decroix (BEL)              | 3:36:35 |
| 45        | Alessandra Giusseppina Grassi (MEX) | s.t.    |
| 46        | Monika Schachl (AUT)                | 3:36:37 |
| 47        | Chantal Beltman (NED)               | 3:37:02 |
| 48        | Meng Lang (CHN)                     | 3:37:42 |
| 49        | Sigrid Teresa Corneo (SLO)          | 3:39:29 |
| 50        | Alexandra Wrubleski (CAN)           | 3:39:36 |
| 51        | Clemilda Fernandes (BRA)            | 3:41:01 |
| 52        | Christine Thorburn (USA)            | 3:41:08 |
| 53        | Catherine Cheatley (NZL)            | s.t.    |
| 54        | Danielys García (VEN)               | 3:43:25 |
| 55        | Marta Vilajosana (ESP)              | s.t.    |
| 56        | Saara Mustonen (SWE)                | s.t.    |
| 57        | Angie González (VEN)                | s.t.    |
| 58        | Gu Sun-Geun (KOR)                   | 3:45:59 |
| 59        | Cherise Taylor (RSA)                | 3:48:33 |
| 60        | Yumari González (CUB)               | 3:51:39 |
| 61        | Chanpeng Nontasin (THA)             | 3:51:51 |
| 62        | Aurélie Halbwachs (MRI)             | 3:52:11 |

### Avbröt loppet
Fyra cyklister fullföljde inte loppet.
1. Son Hee-Jung (KOR) (kraschade)[2]
2. Vera Carrara (ITA) (slutade  3:03 efter taktikcykling för laget)[3]
3. Katherine Bates (AUS) (slutade vid 3:03 efter taktikcykling för laget)[3]
4. Jennifer Hohl (SUI) (kraschade)[4]